# Antheopsis
Antheopsis is een geslacht van zeeanemonen uit de familie van de Actiniidae.

## Soorten
- Antheopsis australiensis Carlgren, 1950
- Antheopsis malayensis England, 1987